# Сан Джорджо, Мария Розария
Мария Розария Сан Джорджо (итал. Maria Rosaria San Giorgio; род. 16 июля 1952, Неаполь) — судья Конституционного суда Италии.

## Биография
Родилась 16 июля 1952 года в Неаполе. В 1974 году окончила Неаполитанский университет имени Фридриха II.
Окончила программу по административному праву. После окончания программы работала исполнительным директором в Министерстве внутренних дел Италии.
С 1976 по ноябрь 1981 года являлась членом совета префектуры Болоньи. Являлась членом правительственной комиссии Эмилии-Романьи.
Окончила программу для исполнительных директоров Высшей школы государственного управления Италии.
С 12 ноября 1981 года являлась стажёром судьи в Риме. По окончании стажировки работала прокурором, затем секретарём Конституционного суда Италии.
С мая 1998 года работала в офисе Руоло и Массимарио, затем в первом отделе по гражданским делам Высшего кассационного суда Италии. С мая 2006 года работала в первом и втором отделах по гражданским делам Высшего кассационного суда Италии. В течение этого времени продолжала исполнять обязанности секретаря Конституционного суда Италии.
С 2008 по 2012 год являлась членом правления и секретарём Высшего кассационного суда Италии.
Участвовала в программе по уголовному процессу Свободного международного университета социальных исследований Гвидо Карли.
Являлась членом правления Специализированной школы по юридическим профессиям Свободного университета Марии С.С. Асунты.
С 2005 по 2014 год преподавала гражданское право в специализированной школе по юридическим профессиям университета Сапиенца.
Является автором книг по гражданскому праву, более 150 статей, комментариев к судебным решениям, опубликованных в юридических журналах.
С 2014 по 2018 год являлась членом Высшего судебного совета Италии.
С 2019 года являлась начальником отдела и директором офиса Руоло и Массимарио Высшего кассационного суда Италии.
Судья Конституционного суда Италии (с 16 декабря 2020).